# Amministrazione civile sovietica
L'Amministrazione civile sovietica (in russo Советская гражданская администрация?, Sovetskaja graždanskaja administracija) rappresentò il governo occupante della Corea settentrionale dal 3 ottobre 1945 fino alla fondazione della Repubblica Popolare Democratica di Corea nel 1948, anche se dopo il 1946 operò contemporaneamente con il neoistituito Comitato popolare provvisorio della Corea del Nord. È stata una struttura amministrativa che l'Unione Sovietica impiegò per governare ciò che sarebbe stata la Corea del Nord a seguito della divisione della penisola. Terentij Fomič Štykov è stato il maggior proponente della formazione di una struttura centralizzata per coordinare i Comitati del popolo. L'organo fu in seguito raccomandato ufficialmente dal generale Ivan Mihajlovič Čistâkov e guidato dal generale Andrej Romanenko nel 1945, e dal generale Nikolaj Lebedev nel 1946.

## Storia
Quando l'Unione Sovietica entrò in guerra contro l'Impero giapponese l'8 agosto 1945, le autorità giapponesi in Corea diventarono una seria minaccia e il loro compito principale fu quello di creare un governo di transizione che fornisse loro un'assistenza senza alcun ostacolo. Il nazionalista di sinistra coreano Yo Un-hyung, nella mattinata del 15 agosto, accettò la proposta giapponese di dirigere l'amministrazione di transizione e il 6 settembre 1945 fu proclamata la Repubblica Popolare di Corea. Due giorni dopo la dichiarazione di guerra sovietica, la 25ª Armata del Fronte dell'Estremo Oriente guidata da Ivan Čistâkov penetrò nel territorio settentrionale della Corea.
Nel 1945, la penisola coreana, liberata dalla dominazione giapponese, fu divisa in zone d'influenza dagli Stati Uniti e dall'URSS: la parte meridionale fu controllata da un governo militare statunitense mentre la regione settentrionale fu sotto il controllo sovietico.
Il potere politico fu monopolizzato dal Partito del Lavoro della Corea del Nord fin dai primissimi anni del nuovo stato. Fu introdotta la pianificazione economica e nel 1946 venne dichiarata una campagna di nazionalizzazioni, portando il 70% della produzione cadde sotto il controllo statale. Nel 1949 la percentuale statale era salita al 90%, comprendendo ogni settore dell'economia e del commercio interno ed estero.
In agricoltura, il governo nei primi anni perseguì le proprie politiche con maggiore attenzione: nel 1946, la terra fu ridistribuita in favore di piccole e povere fattorie contadine, e poiché l'Impero giapponese fu sconfitto più velocemente di quanto si aspettassero i partecipanti alla guerra, i paesi vincitori non erano ancora pronti a decidere il futuro della penisola coreana. Nel frattempo, i coreani iniziarono a chiedere l'indipendenza e fondarono spontaneamente i loro propri governi. Nel febbraio 1946, nella parte settentrionale della penisola, si formò il Comitato popolare provvisorio della Corea del Nord, guidato da Kim Il-sung. Mentre nel settore americano fu proclamata la Prima Repubblica di Corea il 15 agosto 1948, nella zona sovietica fu dichiarata il 9 settembre 1948 la Repubblica Popolare Democratica di Corea.